# Justicia cuneifolia
Justicia cuneifolia är en akantusväxtart som beskrevs av Christian Gottfried Daniel Nees von Esenbeck och Mart.. Justicia cuneifolia ingår i släktet Justicia och familjen akantusväxter. Inga underarter finns listade i Catalogue of Life.

## Bildgalleri

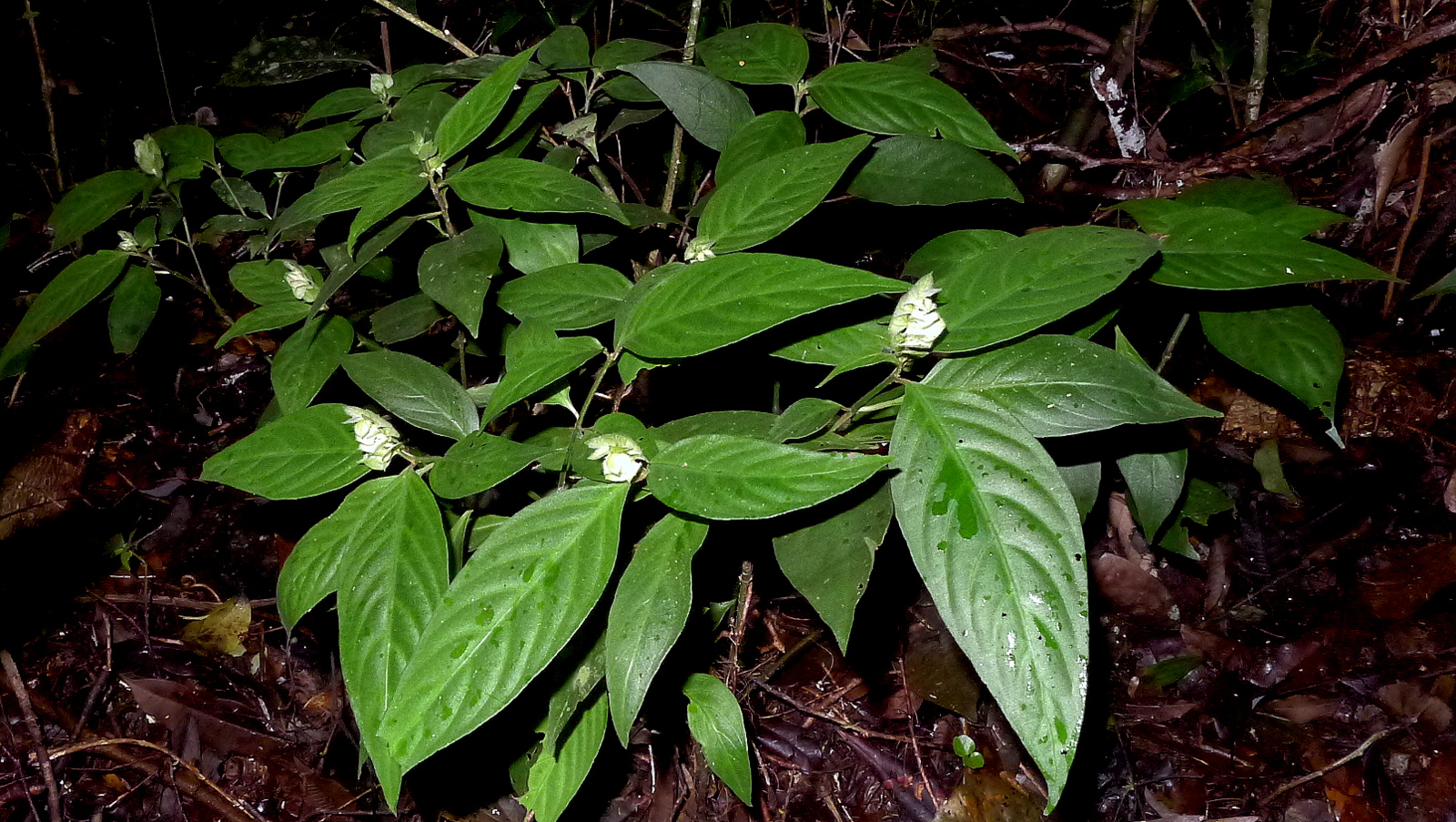
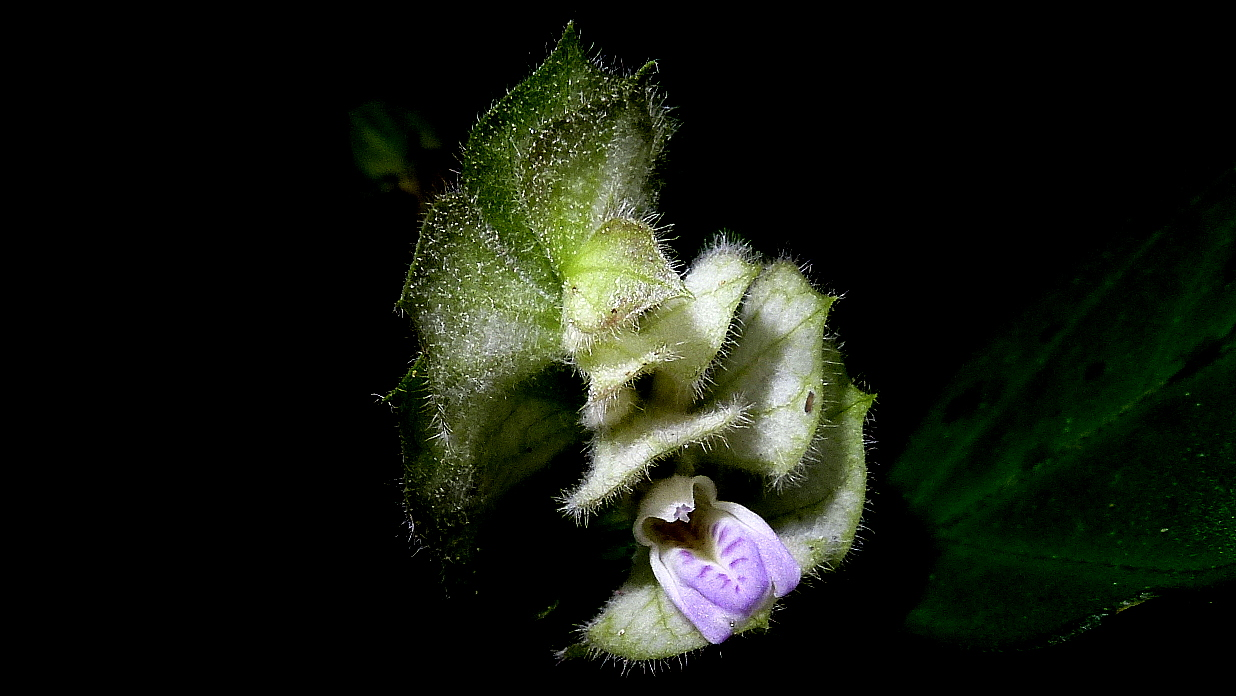